# 廣瀬敬
廣瀬 敬（ひろせ けい、1968年2月9日 – ）は、日本の高圧地球科学者。ポストペロブスカイト相の発見者。東京大学大学院理学系研究科地球惑星科学専攻教授。東京工業大学地球生命研究所前所長（現在は特定教授）。福島県いわき市生まれ、千葉県柏市育ち。父は数学者の廣瀬健。

## 経歴
- 1990年（平成2年）：東京大学理学部地学科卒
- 1992年（平成4年）：東京大学大学院理学系研究科地質学専攻修士課程修了
- 1994年（平成6年）
  - 同博士課程修了
  - 東京工業大学理学部地球惑星科学科助手
- 1996年（平成8年）：カーネギー地球物理学研究所客員研究員
- 1999年（平成11年）：東京工業大学院理工学研究科地球惑星科学専攻・助教授
- 2006年（平成18年）：東京工業大学院理工学研究科地球惑星科学専攻・教授
- 2012年（平成24年）：東京工業大学地球生命研究所・所長・教授
- 2017年（平成29年）：東京大学大学院理学系研究科地球惑星科学専攻・教授

## 業績
2004年、120万気圧・2500度の超高圧高温環境を実験室で再現することに世界で初めて成功し、 マントル最下層の物質「ポストペロブスカイト相」を発見。
2010年、地球中心の超高圧高温環境を静的圧縮法で初めて実現。
2012−2022年、文部科学省世界トップレベル国際研究拠点（WPI）・東京工業大学地球生命研究所の初代所長。

## 受賞
- 2006年（平成18年）：井上学術賞
- 2007年（平成19年）：日本IBM科学賞
- 2008年（平成20年）：日本学術振興会賞
- 2011年（平成23年）：日本学士院賞
- 2011年（平成23年）：ヨーロッパ地球化学会 Science Innovation Award（リングウッドメダル）
- 2016年（平成28年）：藤原賞
- 2024年（令和５年） ：欧州地球科学連合（EGU） Robert Wilhelm Bunsen Medal（ブンゼンメダル）

## アカデミー会員
- 2009年（平成21年）：アメリカ地球物理学連合 (AGU) フェロー
- 2014年（平成26年）：アメリカ地球化学会フェロー、ヨーロッパ地球化学会フェロー
- 2017年（平成29年）：日本地球惑星科学連合フェロー
- 2023年（令和５年） ：王立協会外国人会員[1]

## 著作物

### 著書
- 廣瀬敬『できたての地球―生命誕生の条件』岩波科学ライブラリー、2015年。
- 廣瀬敬『地球の中身』講談社ブルーバックス、2022年。
- 廣瀬敬 『地球を掘りすすむと何があるか』KAWADE夢新書、2022年

### 編著
- Kei, Hirose (ed.); John, Brodholt (ed.); Thorne, Lay (ed.) (2007). Post-Perovskite: The Last Mantle Phase Transition. Geophysical Monograph Series. American Geophysical Union. ISBN 0875904394

## 人物
趣味はビールを飲んで昼寝をすること。4児の父。